# Копаткевичі
Копаткевичі (біл. Капаткевічы) — селище міського типу в Петриковському районі Гомельської області Білорусі. Лежить на річці Птич (ліва притока Прип'яті), за 18 км від залізничної станції Птич (на лінії Гомель - Берестя). Автодорогою з'єднаний з селищем  Октябрське.  

## Історія
Відоме з середини XVI століття як село в Мінському воєводстві Великого князівства Литовського. З 1793 в складі Російської імперії, містечко, центр волості Мозирського повіту. 
Після Першої світової війни єврейське населення Копаткевичів постраждало від погромів в період громадянської та радянсько-польської війни (1918–1921).  16 липня 1921 року в містечку 120 євреїв були вбиті загонами отамана С. Булак-Булаховича.
У 1924-1931 і 1935-1962 - центр Копаткевичського району. З 1938 - смт. Під час Другої світової війни в Копаткевичах та районі фашисти знищили 2897 осіб. У 1931-1935 і з 1962 - в Петриковському районі.

## Економіка
деревообробка.

## Визначні місця
- Костел святого Августина (після 1998)
- Покровська церква (після 1990)
- Єврейське кладовище.